# Филандари
Филандари (итал. Filandari) — коммуна в Италии, располагается в регионе Калабрия, подчиняется административному центру Вибо-Валентия.
Население составляет 1839 человек, плотность населения составляет 102 чел./км². Занимает площадь 18 км². Почтовый индекс — 88010. Телефонный код — 0963.
Покровительницей коммуны почитается святая Марина из Вифинии, празднование 17 июля.